# 直紋石脂鯉
直紋石脂鯉，為輻鰭魚綱脂鯉目脂鯉亞目脂鯉科的其中一個種，為熱帶淡水魚，被IUCN列為一為保育類動物，分布於南美洲聖弗朗西斯科河流域，體長可達33公分，棲息在底中層水域，生活習性不明。

## 扩展阅读
維基物種上的相關：直紋石脂鯉